# Кримінальне уложення Німеччини
Кримінальне уложення Німеччини (нім. Deutsches Strafgesetzbuch, StGB) — систематизований збірник кримінальних законів Німеччини, введений в дію 15 травня 1871 р. як Кримінальне уложення Німецької імперії (нім. Strafgesetzbuch für das Deutsche Reich vom 15. Mai 1871). Відоме також як Німецький кримінальний кодекс (КК ФРН). Складається з Загальної та Особливої частин. Структурно містить 358 параграфів (статей) згрупованих в п'ять розділів Загальної частини (параграфи 1 — 79b) та тридцять розділів Особливої частини (параграфи 80 — 358). За всю історію його існування німецький КК був суттєво оновлений (новелізований) шістьма законами про реформу кримінального права та ін. окремими законами про боротьбу з злочинними діяннями. Зараз КК ФРН діє в редакції офіційної публікації Шостого закону про реформу кримінального права від 13 листопада 1998 року.

## Історія

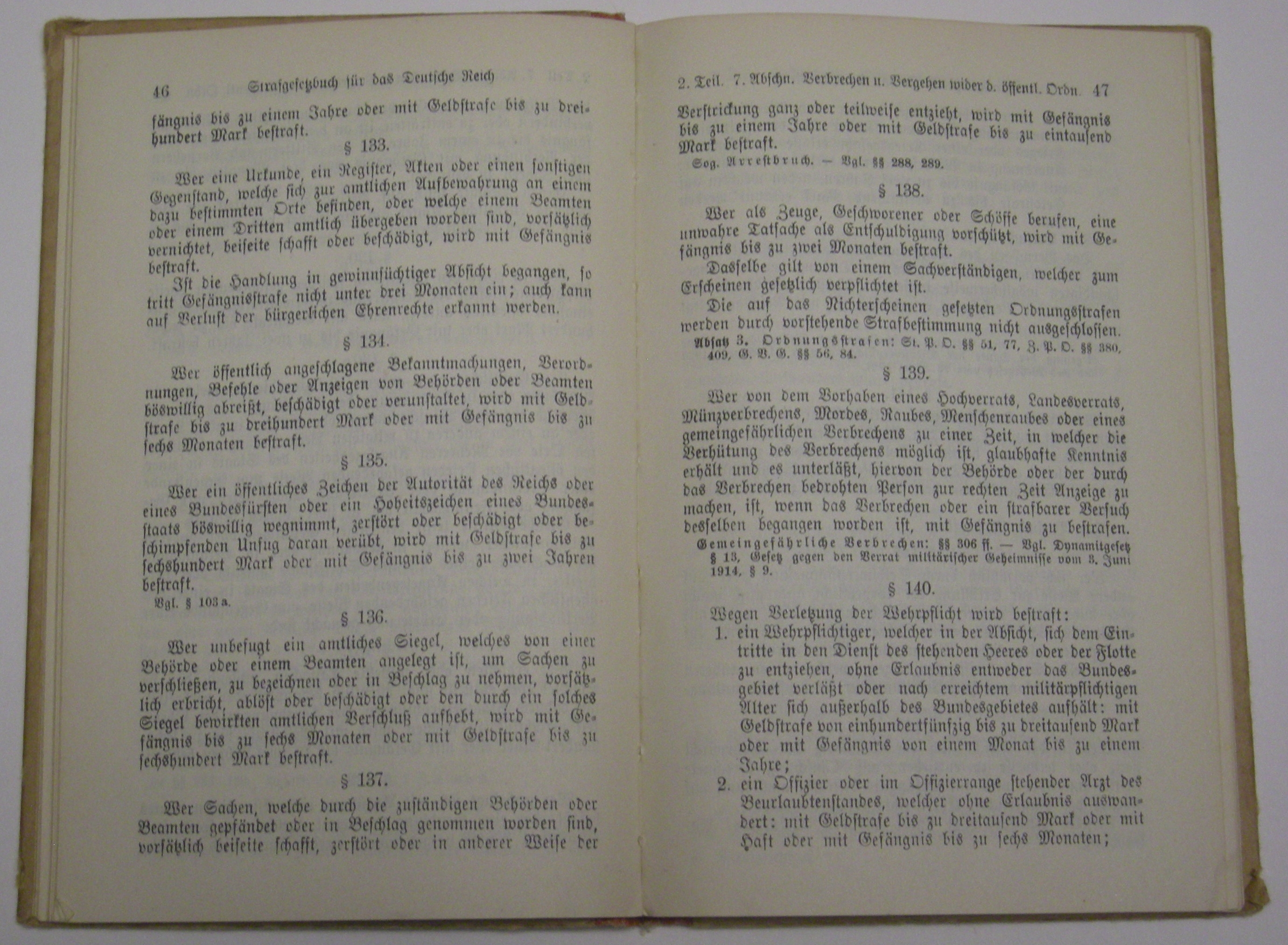
Видання Кримінального уложення Німецької імперії (розворот)

Джерелом Кримінального уложення (кодексу) є Кримінальне уложення Німецької імперії, котре було офіційно опубліковане 15 травня 1871 року та стало першим загальнонімецьким кримінальним законом (кодексом). Нове кримінальне уложення імперії, у свою чергу, було переробкою Кримінального уложення Північнонімецького Союзу 1870 року, котре ґрунтувалось на Кримінальному уложенні Пруссії 1851 року.
У 1968 —– 1990 роках в Землях Східної Німеччини (НДР) діяв окремий кримінальний кодекс (до 3 жовтня 1990 року); від часу об'єднання Німеччини КК 1871 року з наступними змінами і доповненнями знову став загальнонімецьким кримінальним законом.

## Особливості законодавчої техніки Кодексу
Весь масив статей (вірніше параграфів) КК ФРН поділений на Загальну та Особливу частини. Загальна та Особлива частини Кодексу поділяються на розділи, декотрі з яких містять глави. Нумерація параграфів у Кодексі наскрізна (від § 1 до § 358), нумерація розділів — окрема для кожної з частин, виконана римськими цифрами. Нумерація глав у розділах окрема для кожного розділу, так само виконана римськими цифрами.
Кожен параграф Кодексу поділений на частини, які нумеруються арабськими цифрами в круглих дужках (крім параграфів, які місять лише одну частину).
У разі доповнення Кодексу новим параграфом, йому присвоюється номер найближчого за змістом параграфа, а після номера додається маленька літера німецької абетки (наприклад: § 109a, § 109b, § 109c, § 109d, § 109e, § 109f і т. д.).
При формулюванні диспозицій статей Особливої частини німецький законодавець, на відміну від техніки КК України, виходить не з теорії покарання діяння, а з теорії покарання діяча. Тому, наприклад, звичне для КК України формулювання кримінально-правової заборони «таємне викрадення чужого майна (крадіжка) — карається» у Кримінальному кодексі ФРН має вигляд «той, хто вилучає чужу рухому річ у іншої особи з наміром протиправно присвоїти цю річ, чи передати іншій особі, — карається» (§ 242).

## Зміст та особливості окремих положень Кодексу

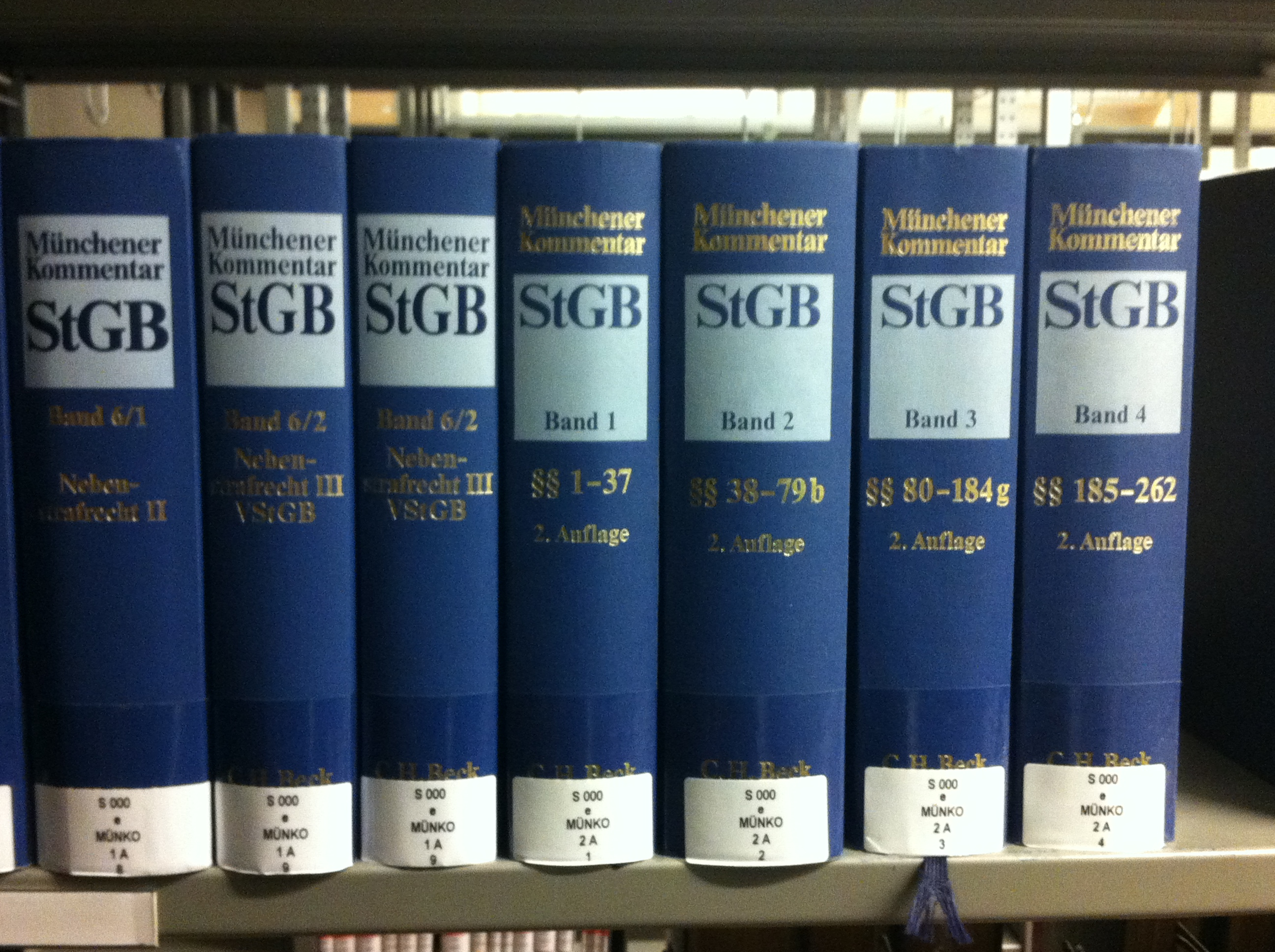
'

### Основні положення Загальної частини

#### Класифікація злочинних діянь
У КК ФРН кримінально карані діяння поділяються на злочини та проступки (§12). Злочином є протиправне діяння, за вчинення якого передбачено мінімальне покарання у вигляді позбавлення волі на строк від року й більше. Якщо воно становить менше від року позбавлення волі або йдеться про штраф, такі діяння вважаються проступками.

#### Дія та бездіяльність
За КК Німеччини, особа несе відповідальність за дію або бездіяльність, у §13 встановлено: коли той, хто вчиняє бездіяльність, не запобігає настанню наслідку від діяння, передбаченого кримінальним законом, то підлягає покаранню тільки тоді, якщо він юридично зобов’язаний не допустити настання наслідку та якщо бездіяльність відповідає передбаченому законом складу діяння за допомогою дії.

#### Форми вини
Відповідно до §15 КК ФРН караним є тільки умисне діяння, якщо законом чітко не передбачено покарання за необережність. До порівняння з українським законодавством (розділ 5 ККУ «Вина та її форми»), де зазначено, що виною є психічне ставлення особи до вчинюваної дії чи бездіяльності та її наслідків, виражене у формі умислу або необережності. Український законодавець диференціював умисел на прямий та непрямий, а необережність — на недбалість і самовпевненість. У ФРН такий поділ відсутній.

#### Відповідальність неповнолітніх
У §10 КК Німеччини передбачено, що стосовно діянь, які вчинені неповнолітніми, він діє тільки у випадку, якщо закон про здійснення правосуддя у справах неповнолітніх не передбачає іншого. Відповідно до §19 неосудним є той, хто на момент скоєння злочину не досяг 14 років. В Україні ж суб’єктом злочину, за загальним правилом, є особа, якій на момент його скоєння виповнилося 16 років. Особи, котрі скоїли злочини у віці від 14 до 16 років, підлягають кримінальній відповідальності лише у випадках, передбачених ч.2 ст.22 КК. 

#### Відповідальність за незавершений злочин
Глава 2 розділу 2 КК Німеччини регламентує відповідальність за замах на злочин. Так, відповідно до §23 такі дії є завжди караними. А замах на вчинення проступку — лише в тих випадках, якщо це прямо передбачено законом. Замах може каратися м’якше, ніж закінчене діяння. На відміну від кримінального законодавства України, КК ФРН не поділяє замах залежно від реалізації ознак, що містять склад злочину.

#### Відповідальність співучасників
Як і в нашому КК, у німецькому установлена відповідальність за співучасть. Співучасниками є виконавець (§25), підбурювач (§26), пособник (§27). Покарання для підбурювача й пособника визначається санкцією тієї статті, що й для виконавця, але покарання пособника підлягає пом’якшенню. У §30 КК ФРН передбачено, що той, хто намагається схилити іншу особу до скоєння злочину або підбурює до цього, карається відповідно до положень про замах на скоєння злочину.

#### Обставини, що виключають злочинність діяння
Глава 4 розділу 2 КК ФРН регулює відповідальність за скоєння злочину в разі необхідної оборони та крайньої необхідності. Як і в КК України, наявність таких обставин виключає злочинність діяння. Схожими є й норми щодо невідповідальності за перевищення меж необхідної оборони в разі сильного душевного хвилювання (ч.4 ст.36 КК України) й у разі помилки, страху, переляку (§33 КК ФРН).

#### Відповідальність окремих категорій осіб
У главі 5 розділу 2 встановлений імунітет членів парламенту Німеччини, федеральних зборів і законодавчого органу від переслідування за голосування чи висловлювання в цьому органі або в одному з його комітетів. Однак зазначене положення не поширюється на наклеп. На відміну від кримінального законодавства України, кодекс ФРН не передбачає відповідальності юридичних осіб.

## Покарання за Кодексом
У Німеччині відсутня законодавчо закріплена впорядкована системи покарань, тоді як у ст. 51 КК України вона передбачена. Основними видами покарання є позбавлення волі та стягнення (грошове та майнове).

#### Основні покарання
Покарання у вигляді позбавлення волі може застосовуватися строком від одного місяця до 15 років або довічно. Згідно зі ст. 63 КК України, мінімальною межею призначення позбавлення волі є один рік, максимальною — 15 років, а у випадках, передбачених ст. 71, — 25 років (за сукупністю вироків).
Покарання у вигляді штрафу встановлюється в денних ставках від 5 до 350 повних денних ставок, якщо закон не передбачає іншого. За кримінальним законодавством України, штраф може становити від 30 до 50000 неоподатковуваних мінімумах доходів громадян. У Німеччині передбачено можливість застосувати штраф поряд з позбавленням волі, якщо особа збагатилася або мала намір збагатитися від злочину. Майнове стягнення суд може призначати поряд із призначенням покарання у вигляді довічного позбавлення волі або позбавлення волі на строк понад 2 роки у вигляді грошової суми, розмір якої обмежується вартістю майна особи. Якщо особа не сплачує призначений штраф, суд може замінити його покаранням у вигляді позбавлення волі на строк від одного місяця до двох років.

#### Додаткові покарання
Додатковими видами покарання є заборона керувати автотранспортним засобом (від одного до трьох місяців) та позбавлення права обіймати посаду, бути обраним і права голосу (від 2 до 5 років). Позбавлення права обіймати публічну посаду застосовується щодо особи, яка вчинила діяння, за яке її було засуджено до позбавлення волі на строк, не менший ніж один рік. У разі призначення додаткового покарання у вигляді позбавлення права обіймати публічну посаду, бути обраним, особа одночасно позбавляється правового статусу, який вона мала, і відповідних прав. Водночас застережено право суду відновити втрачені правові можливості та втрачені права, якщо сплинула половина строку позбавлення прав і можна очікувати, що в майбутньому особа більше не вчинить умисних караних діянь (§45-b).

#### Призначення покарання
У главі 2 розділу 3 КК ФРН, як і в розділі 11 КК України, передбачено порядок призначення покарання, обставини, що враховуються при цьому, пом’якшувальні обставини, правила складання покарань і зарахування попереднього строку ув’язнення. КК Німеччини обмежує застосування короткострокового позбавлення волі. Так, позбавлення волі на строк до 6 місяців призначається тільки за особливих обставин. Якщо санкція закону не передбачає штрафу, то позбавлення волі на строк до 6 місяців може бути замінене таким.
У §46-а встановлено: якщо особа, яка вчинила каране діяння, прагнучи досягти угоди з потерпілим, повністю покриває шкоду чи значну її частину, серйозно прагне відшкодувати шкоду або в разі, якщо відшкодування вимагало значних особистих витрат чи особистої відмови від чого-небудь, і вона відшкодовує потерпілому збитки повністю або більшу його частину, то суд на підставі абзацу 1 §49 може пом’якшити покарання або відмовитися від нього. Щоправда, за умови, що не передбачено більш суворого покарання, ніж позбавлення волі на строк до одного року чи штраф до 360 денних ставок.
Як і в Україні, у §56 КК ФРН закріплено можливість звільнення від відбування покарання з випробуванням (зупинення останнього з випробуванням). Однак особа повинна бути засуджена до позбавлення волі строком не більше, ніж на рік (2 роки, якщо при оцінці діяння й особи засудженого наявні особливі обставини). При засудженні до позбавлення волі на строк від 6 місяців відбування покарання не зупиняється. Строк випробування встановлюється від 2 до 5 років.
У §57 КК ФРН прописано можливість умовно-дострокового звільнення при тимчасовому позбавленні волі в тому разі, коли особа відбула 2/3 призначеного покарання, але не менше ніж 2 місяці, якщо це відповідає дотриманню інтересів громадської безпеки й засуджений дав на це згоду. Відповідно до §58 особа, яку засуджено до довічного позбавлення волі, може бути умовно-достроково звільнена, якщо вона відбула 15 років призначеного їй покарання. У кримінальному законі України також регламентовано умовно-дострокове звільнення від відбування покарання (ст.81 КК). При цьому в ч.3 цієї статті диференційовано строки фактичного відбуття покарання залежно від тяжкості скоєного злочину.
У КК Німеччини конфіскації та вилученню майна присвячено главу 7. Конфіскація поширюється на одержану вигоду, а також предмети, які були отримані виконавцем або іншим учасником. Вилучення письмових матеріалів та їх знищення регулюється §74.

#### Інші заходи, що можуть уживатися в разі вчинення злочину
У главі 6 розділу 3 («Заходи виправлення і безпеки») КК ФРН установлено перелік інших заходів, що можуть уживатись у разі вчинення кримінально караного діяння. До них належать:
• поміщення в психіатричний заклад;
• поміщення в заклад ізоляції для алко- та наркозалежних;
• превентивне ув’язнення;
• установлення нагляду;
• позбавлення права керувати транспортним засобом;
• заборона на заняття професійною діяльністю.

#### Строки давності
У розділі 4 Загальної частини КК ФРН встановлено порядок подання та відкликання заяви про кримінально каране діяння, строки для цього. Якщо провести аналогію, то йдеться про приватне обвинувачення. Право подати заяву потерпілий має протягом трьох місяців із дня вчинення проти нього караного діяння. Якщо після смерті потерпілого право подати заяву перейшло до його родичів, строк закінчується не раніше за 3 місяці й не пізніше за 6 із дня смерті потерпілого.
У §78 німецького КК передбачено строки давності для переслідування. Давність виключає покарання за діяння й застосування заходів та безпеки. Щодо злочинів, про які йдеться в §220-а («Геноцид») і §211 («Тяжке вбивство»), давність не застосовується. В Україні цей перелік розлогі ший: стст.109—114-1, 437—439 і ч.1 ст. 442 КК.
Якщо для переслідування в ФРН установлена давність, то вона залежать від максимального покарання, передбаченого за той чи інший злочин:
• 30 років — для довічного позбавлення волі;
• 20 — для позбавлення волі на строк понад 10 років;
• 10 — на строк від 5 до 10 років;
• 5 — від 1 до 5 років;
• 3 — при інших діяннях.
Положення КК ФРН передбачають також давність виконання покарання. У §79 зазначено, що покарання, яке вступило в законну силу, не може бути застосоване, якщо сплинули строки давності:
• 25 років — при позбавленні волі на строк понад 10 років;
• 20 — на строк від 5 до 10 років;
• 10 — від 1 до 5 років;
• 5 — до одного року чи при штрафі більше ніж 30 денних ставок;
• 3 — при штрафі до 30 денних ставок.
Строки давності виконання покарання не застосовуються в разі вчинення геноциду, а також призначення покарання у вигляді довічного позбавлення волі.

## Класифікація злочинів за об'єктом
КК Німеччини не містить загального поділу злочинів, але в особливій частині деякі з них диференціюються залежно від тяжкості.

#### Злочини проти державного ладу
У главі 1 розділу 1 («Зрада миру. Державна зрада і створення небезпеки демократичній правовій державі») міститься дві статті, які передбачають відповідальність за підготовку (§80) та підбурювання (§81) до агресивної війни. Згідно з §80 той, хто готує агресивну війну, в якій повинна брати участь ФРН, і створює тим самим небезпеку війни для країни, карається довічним позбавленням волі або позбавленням волі на строк, не менший ніж 10 років.
У главі 2 («Державна зрада і загроза зовнішній безпеці») закріплено відповідальність за державну зраду федерації та землі. Відповідно до §81 той, хто намагається порушити цілісність ФРН або змінити конституційний порядок, установлений основним законом ФРН, карається довічним позбавленням волі або позбавленням волі на строк, не менший ніж 10 років. У випадках менш тяжких діянь призначається покарання у вигляді позбавлення волі на строк від 1 до 10 років.
Схожими є норми ч.2 ст.111 КК України та §83-а КК ФРН, які передбачають звільнення від кримінальної відповідальності в разі добровільної відмови від учинення державної зради. Проте умовами такого звільнення за КК України є невчинення жодних дій та добровільне повідомлення органам державної влади про отримане завдання. На підставі §83-а КК ФРН особа звільняється від відповідальності або суд пом’якшує покарання, якщо вона добровільно відмовилася від подальшого виконання діяння й усуває відому їй небезпеку, або істотно її зменшить, або якщо добровільно завадить доведенню цього діяння до кінця.
У розділі 7 («Карані діяння проти громадського порядку»), на відміну від розд.9 КК України, в якому говориться про злочини проти громадського порядку, спрямовані в більшості випадків на завдання значної шкоди суспільству, вміщено також злочини проти недоторканності житла, такі діяння, як зловживання званнями, назвами професійних спеціальностей, недонесення про заплановані карані діяння.

#### Злочини проти життя
У розділі 16 ««Карані діяння проти життя»» КК ФРН, виділено такі злочини:
• тяжке вбивство (§211) — карається довічним позбавленням волі;
• вбивство (§212) — від 5 років, а в тяжких випадках — довічне позбавлення волі;
• менш тяжке вбивство (§213) — позбавлення волі на строк від 1 до 10 років;
• позбавлення життя на прохання потерпілого (§216) — позбавлення волі на строк від 6 місяців до 5 років;
• переривання вагітності (§218) — позбавлення волі на строк до 3 років або штраф, в особливо тяжких випадках — від 6 місяців до 5 років позбавлення волі;
• геноцид (§220-а) — довічне позбавлення волі, у менш тяжких випадках — позбавлення волі на строк, не менший ніж 5 років;
• залишення в небезпеці (§221) — від 3 місяців до 5 років позбавлення волі;
• позбавлення життя через необережність (§222) — позбавлення волі на строк до 5 років або штраф.
Залежно від особи злочинця та обставин і способу вчинення вбивство поділяється на тяжке, менш тяжке і просто вбивство.
У розділі 17 КК ФРН установлено загальну норму, відповідно до якої той, хто заподіює тілесні ушкодження іншій особі або шкоду її здоров’ю, карається позбавленням волі на строк до 5 років або штрафом. Ці злочини поділяються на небезпечне тілесне ушкодження, зі смертельним наслідком, з необережності та участь у бійці.
Відповідно до §224 небезпечним є тілесне ушкодження, яке вчиняється із застосуванням отрути або інших шкідливих для здоров’я речовин, зброї чи іншого небезпечного знаряддя, разом з іншою особою.
Кримінальне законодавство України передбачає поділ умисного тілесного ушкодження на легке (ст.125), середньої тяжкості (ст.122) та тяжке (ст.121). Однак поділ здійснюється залежно від ступеня ушкодження й наслідків.